# Yolanda di Dreux
Yolanda di Dreux (1212 circa – 30 ottobre 1248) fu Duchessa consorte di Borgogna, dal 1229, alla sua morte.

## Origine
Yolanda, come ci viene confermato dalla Chronica Albrici Monachi Trium Fontium, era figlia del conte di Dreux e di Braine, Roberto III e della moglie (come ci viene confermato dal documento n° LXXIX del Cartulaire du comté de Ponthieu), Eleonora, signora di Saint-Valéry, come appendiamo dalla Histoire généalogique des ducs de Bourgogne de la maison de France, che, secondo lo storico inglese del XVII secolo, William Dugdale, nel suo Dugdale Monasticon IV, Stodely Nunnery, Oxfordshire, III (non consultato), era figlia di Tommaso, Signore di Saint-Valéry e della moglie, Adele di Ponthieu e signora di Saint-Aubin.
Roberto III di Dreux, sempre secondo la Chronica Albrici Monachi Trium Fontium, era il figlio primogenito del conte di Dreux e di Braine, Roberto II (figlio ancora secondo la Chronica Albrici Monachi Trium Fontium, del capetingio, conte di Dreux, Roberto I il Grande e della seconda moglie Agnese di Baudemont, signora di Braine) e di Yolanda di Coucy, figlia, secondo il Gisleberti Chronicon Hanoniense, di Rodolfo I signore di Coucy e di Marle e di Agnese di Hainaut.

## Biografia
Sempre secondo la Chronica Albrici Monachi Trium Fontium, aveva sposato, nel 1229, il duca di Borgogna, Ugo IV (1213 † 1272), l'unico figlio maschio del Duca di Borgogna, Oddone III e di Alice di Vergy, come ci confermano gli Annales S. Benigni Divisionensis (Anno ab incarnatione domini 1212. 7. Idus Marcii, 6. feria ante mediam noctem anno bisextili natus est Hugo, filius Oddonis ducis de domina de Vergerie); Alice, come ci conferma la Histoire généalogique des ducs de Bourgogne de la maison de France, era figlia di Ugo signore di Vergy, e della moglie (come risulta dal documento n° 4314 del Recueil des chartes de l'abbaye de Cluny. Tome 5 -Hugo dominus Vergiaci........uxor eius domina Gilia-) Gillette di Traînel ( † dopo il 1217) e, secondo il documento n° 64 del Collection des principaux cartulaires du diocèse de Troyes, Volume 1, inerente ad una donazione fatta dal padre stesso, figlia di Guarniero, signore di Traînel, che cita il marito di Gisla (Hugo de Vergeio gener meus) e della moglie di cui non si conoscono né il nome né gli ascendenti.
Tra il 1238 ed il 1241, suo marito, Ugo IV di Borgogna fu in Terra santa, a combattere per gli ultimi regni cristiani che ancora resistevano in Palestina; inoltre fu uno dei quattro commissari della Lega nata, col permesso del re di Francia, Luigi IX il Santo, per opporsi all'eccessivo arricchimento dei prelati e che criticò la politica del papa che anziché favorire la crociata, pensava solo a combattere gli Hohenstaufen. Infine, prese parte, al seguito del re Luigi IX, alla settima crociata (1248-1254) sul suolo egiziano, dove, a al-Mansūra, fu fatto prigioniero. Rientrò in Borgogna, nel 1250.
Yolanda morì il 30 ottobre 1248, dopo che il marito, Ugo IV di Borgogna, era giunto in Terra santa; secondo il necrologio degli Obituaires de Lyon II, Diocèse de Chalon-sur-Saône, Abbaye chef d'ordre de Cîteaux (non consultato), Yolanda mori il 30 ottobre 1248 (III Kal Nov 1248); fu sepolta nell'abbazia di Cîteaux.
Dopo essere rimasto vedovo, nel 1256, da parte di Ugo ci fu un tentativo di sposare la sorellastra del re d'Inghilterra, Enrico III, Isabella di Lusignano, figlia di Ugo X di Lusignano e di Isabella d'Angoulême, e già due volte vedova, prima di Goffredo di Rancon-Taillebourg, poi Maurizio IV di Craon, come risulta da una lettera di Enrico III del 17 aprile 1256, in cui il re approva di inviare del denaro alla sorella, per facilitare il suo matrimonio con il duca di Borgogna (concessimus dilectae sorori nostræ Isabellæ dominæ de Croun, in auxilium maritandi se nobili viro duci Burgundiæ, mille Marcas sterlingorum).
Poi, nel 1258, Ugo si risposò, in seconde nozze, con Beatrice di Champagne (1242 - 1295), figlia del conte di Champagne (Tebaldo IV di Champagne) e dal 1234 anche Re di Navarra (Tebaldo I di Navarra), Tebaldo (1201-1253), e di Margherita di Borbone-Dampierre (?-1256), come ci conferma la Histoire généalogique des ducs de Bourgogne de la maison de France.

## Figli
Yolanda a Ugo diede 5 figli:
- Oddone (1230 † 1269), conte di Nevers, d'Auxerre e di Tonnerre, citato nel testamento del padre del 1272, anche se era già deceduto[21]
- Giovanni (1231 † 1267), signore di Charolais e, per matrimonio, signore di Borbone, citato nel testamento del padre del 1272, anche se era già deceduto[21]
- Adelaide o Alice (1233 † 1273) che sposò nel 1251 il duca Enrico III di Brabante († 1261), come ci viene confermato dagli Annales Parchenses[22]
- Margherita († 1277) che sposò nel 1239 Guglielmo III di Mont-St-Jean[18] († 1256), e poi nel 1259 il visconte Guido VI di Limoges († 1263), come ci viene confermato dal Ex Chronico Gaufredi Vosiensis[23]
- Roberto II (1248 † 1306), duca di Borgogna, nominato erede del ducato nel testamento del padre del 1272[21].

## Ascendenza
|                         |                          |                        | Genitori             |  |  | Nonni |  |  | Bisnonni           |  |  | Trisnonni           |  |
|                         |                          |                        |                      |  |  |       |  |  | Roberto I di Dreux |  |  | Luigi VI di Francia |  |
|                         |                          |                        |                      |  |  |       |  |  | Roberto I di Dreux |  |  | Luigi VI di Francia |  |
|                         |                          | Adelaide di Savoia     |                      |  |  |       |  |  | Roberto I di Dreux |  |  |                     |  |
| Roberto II di Dreux     |                          |                        |                      |  |  |       |  |  | Roberto I di Dreux |  |  |                     |  |
|                         |                          | Agnese di Baudemont    | Anseau di Garlande   |  |  |       |  |  |                    |  |  |                     |  |
|                         |                          | Agnese di Baudemont    | Anseau di Garlande   |  |  |       |  |  |                    |  |  |                     |  |
|                         |                          | Agnese di Baudemont    | …                    |  |  |       |  |  |                    |  |  |                     |  |
| Roberto III di Dreux    |                          | Agnese di Baudemont    |                      |  |  |       |  |  |                    |  |  |                     |  |
|                         |                          | Rodolfo I di Coucy     | …                    |  |  |       |  |  |                    |  |  |                     |  |
|                         |                          | Rodolfo I di Coucy     | …                    |  |  |       |  |  |                    |  |  |                     |  |
|                         |                          | Rodolfo I di Coucy     | …                    |  |  |       |  |  |                    |  |  |                     |  |
| Iolanda di Coucy        |                          | Rodolfo I di Coucy     |                      |  |  |       |  |  |                    |  |  |                     |  |
|                         |                          | Agnese di Hainaut      | …                    |  |  |       |  |  |                    |  |  |                     |  |
|                         |                          | Agnese di Hainaut      | …                    |  |  |       |  |  |                    |  |  |                     |  |
|                         |                          | Agnese di Hainaut      | …                    |  |  |       |  |  |                    |  |  |                     |  |
| Yolanda di Dreux        |                          | Agnese di Hainaut      |                      |  |  |       |  |  |                    |  |  |                     |  |
|                         | Bernardo di Saint-Valéry | …                      |                      |  |  |       |  |  |                    |  |  |                     |  |
|                         | Bernardo di Saint-Valéry | …                      |                      |  |  |       |  |  |                    |  |  |                     |  |
|                         | Bernardo di Saint-Valéry | …                      |                      |  |  |       |  |  |                    |  |  |                     |  |
| Tommaso di Saint-Valéry | Bernardo di Saint-Valéry |                        |                      |  |  |       |  |  |                    |  |  |                     |  |
|                         |                          | Anora                  | …                    |  |  |       |  |  |                    |  |  |                     |  |
|                         |                          | Anora                  | …                    |  |  |       |  |  |                    |  |  |                     |  |
|                         |                          | Anora                  | …                    |  |  |       |  |  |                    |  |  |                     |  |
| Aénor di Saint-Valéry   |                          | Anora                  |                      |  |  |       |  |  |                    |  |  |                     |  |
|                         |                          | Giovanni I di Ponthieu | Guido II di Ponthieu |  |  |       |  |  |                    |  |  |                     |  |
|                         |                          | Giovanni I di Ponthieu | Guido II di Ponthieu |  |  |       |  |  |                    |  |  |                     |  |
|                         |                          | Giovanni I di Ponthieu | Ida                  |  |  |       |  |  |                    |  |  |                     |  |
| Adele di Ponthieu       |                          | Giovanni I di Ponthieu |                      |  |  |       |  |  |                    |  |  |                     |  |
|                         |                          | Beatrice di Saint-Pol  | …                    |  |  |       |  |  |                    |  |  |                     |  |
|                         |                          | Beatrice di Saint-Pol  | …                    |  |  |       |  |  |                    |  |  |                     |  |
|                         |                          | Beatrice di Saint-Pol  | …                    |  |  |       |  |  |                    |  |  |                     |  |
|                         |                          | Beatrice di Saint-Pol  |                      |  |  |       |  |  |                    |  |  |                     |  |

### Fonti primarie
- (LA)  Monumenta Germaniae Historica, Scriptores, tomus V.
- (LA)  Monumenta Germaniae Historica, Scriptores, tomus XVI.
- (LA)  Monumenta Germaniae Historica, Scriptores, tomus XXI.
- (LA)  Monumenta Germaniae Historica, Scriptores, tomus XXIII.
- (LA)  Recueil des chartes de l'abbaye de Cluny. Tome 5.
- (LA)  Recueil des historiens des Gaules et de la France. Tome 12.
- (LA)  Cartulaire du comté de Ponthieu.
- (LA)  Rymer, T. (1745) Fœdera, Conventiones, Literæ 3rd Edn (London.
- (LA)  Collection des principaux cartulaires du diocèse de Troyes, Volume 1.

### Letteratura storiografica
- Charles Petit-Dutaillis, "Luigi IX il Santo", cap. XX, vol. V (Il trionfo del papato e lo sviluppo comunale) della «Storia del mondo medievale», vol. V, 1999, pp. 829–864
- (FR)  Histoire des ducs de Bourgogne de la race capétienne, tome III.
- (FR)  Histoire généalogique des ducs de Bourgogne de la maison de France.